# Лаймовий пиріг
Лаймовий пиріг або кі-лайм пай — це американський пиріг, що зазвичай подається як десерт. Для його приготування необхідні сік лайма, яєчні жовтки та згущене молоко. Проте пиріг також подають без начинки, з безе, приготованого з яєчних білків , або зі збитими вершками. Його можна приготувати з випіканням або без випікання, у тісті для пирога або без тіста.  Традиційно для основи лаймового пирога використовуються так звані Грем крекери. Страва названа на честь маленьких лаймів, які є більш ароматними, ніж звичайні перські лайми, і мають жовтий сік. Начинка в лаймовому пирозі зазвичай жовта через яєчні жовтки. 
Для приготування начинки достатньо перемішати інгредієнти: білки яєчних жовтків і згущеного молока згортаються з кислим соком лайма, згущуючи суміш без випікання. Пиріг зазвичай випікають для пастеризації яєць і подальшого загущення начинки.

## Історія

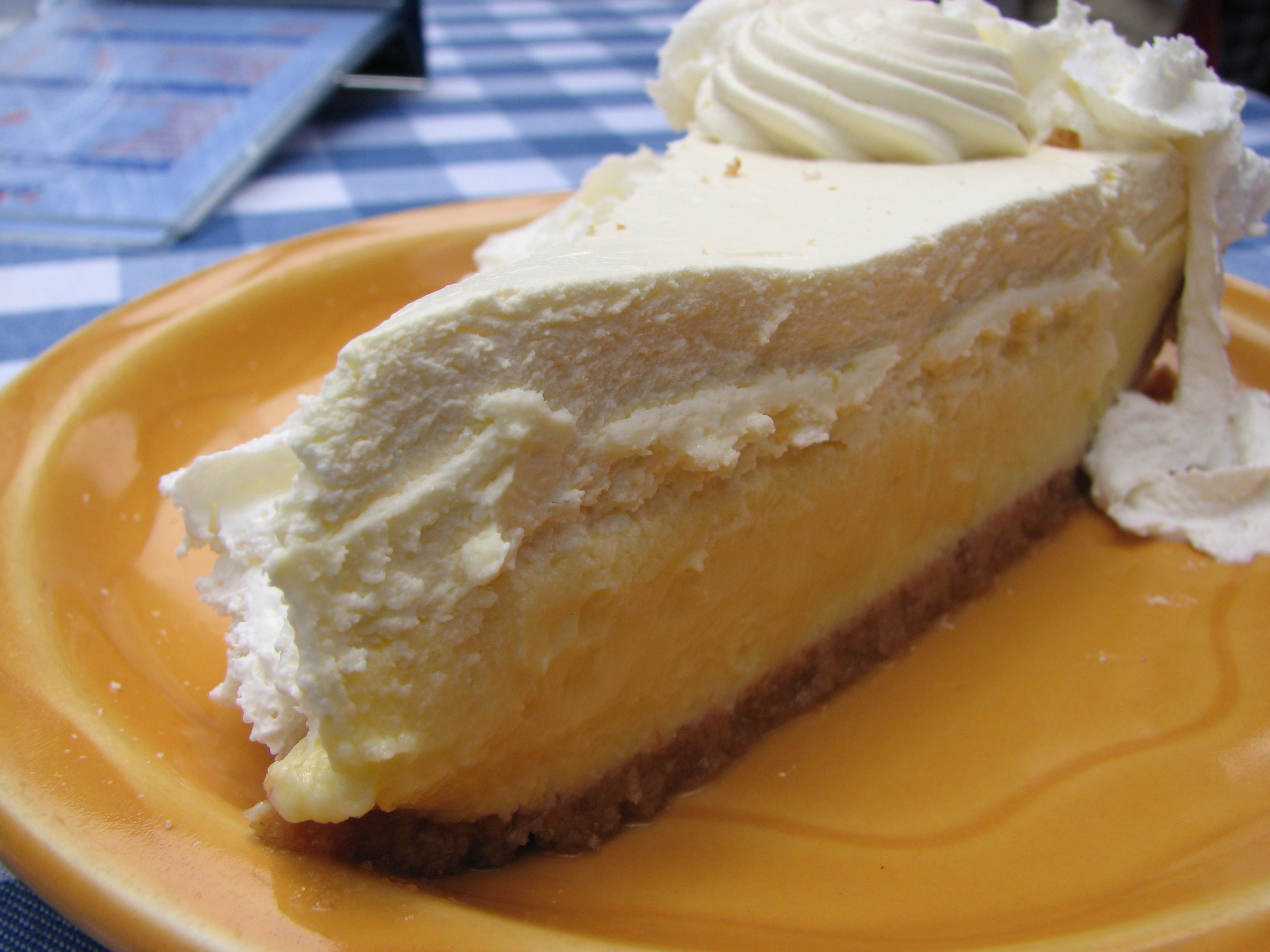
Лаймовий пиріг

Лаймовий пиріг, ймовірно, був натхненний кремовим пирогом «Magic Lemon», опублікованого в рекламній брошурі компанією Borden, виробником згущеного молока, у 1931 році.  Рецепт приписується вигаданій представниці Бордена, Джейн Еллісон, і до його складу входять згущене молоко, лимонний сік і цедра, а також яєчні жовтки. Його ще покривають безе, запікають і подають холодним.  За словами кондитерки Стелли Паркс, користувачі рецепту адаптували його під себе, замінивши деякі інгредієнти поширеними локальними продуктами; вона оцінила рецепт «приголомшливим нагадуванням про те, наскільки глибоко реклама формує американські традиції».  У 1980-х роках кулінарний письменник Джон Еджертон датував появу лаймового пирога на Флоридських островах щонайменше 1890-ми роками, що авторка Джин Андерсон вважає за  достовірне датування через особливості стандартів охолодження того часу. 

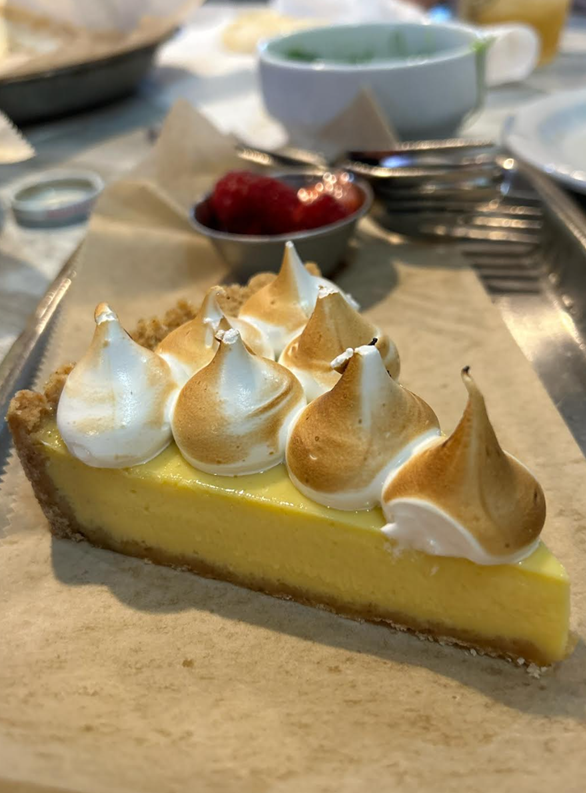
Лаймовий пиріг у місті Нейплс, Флорида

У 1950-х роках лаймовий пиріг був відомий як «найвідоміший смаколик» Флориди, а в 1987 році — як «найкращий з усіх регіональних американських десертів». 

## Кі-лайми

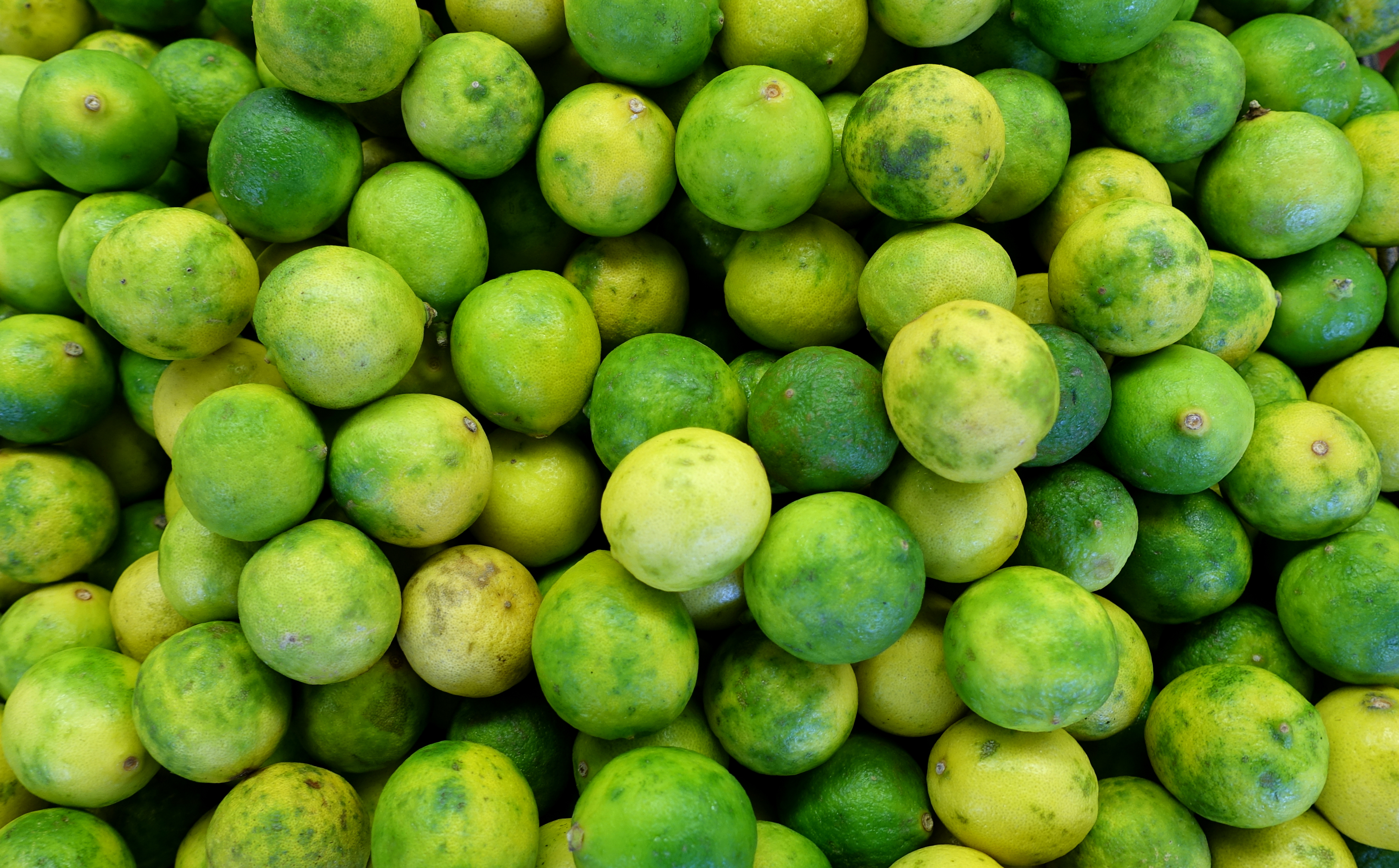
Кі-лайми

Лайм Кі (Citrus aurantifolia 'Swingle') натуралізувався по всій території Флорида-Кіс. Хоча колючки дерева ускладнюють збір врожаю, а тонка жовта шкірка плодів швидше псується, ніж у звичайних перських лаймів, які можна побачити цілий рік у продуктових магазинах Сполучених Штатів, кі-лайми є більш терпкими та ароматними. Їх не вирощували в комерційних цілях у США з часів урагану в Маямі 1926 року, і зазвичай їх імпортують з Центральної або Південної Америки.   Сік такого лайма, на відміну від звичайного соку лайма, має блідо-жовтий колір. Розфасований у пляшки сік лайма, що зазвичай виготовляється з концентрату, широко доступний у магазинах Сполучених Штатів. 